# قاتل پشت خط است
قاتل پشت خط است (ایتالیایی: L'assassino... è al telefono؛ ‏انگلیسی: The Killer Is on the Phone) فیلمی جالو به کارگردانی آلبرتو دِ مارنیتو است که در سال ۱۹۷۲ منتشر شد.

## گزیدهٔ بازیگران
- تلی ساوالاس
- آن هیوود
- ویلکه ون آملروی
- روسلا فالک
- آنتونیو گوئیدی
- آدا پومتی